# Zaouiet Kounta
Zaouiet Kounta est une commune de la wilaya d'Adrar en Algérie.

## Géographie

### Situation
Le territoire de la commune de Zaouiet Kounta se situe au sud de la wilaya d'Adrar. Son chef-lieu est situé à 77 km sud d'Adrar par la route.
|                                  | Tamest    |          |
| Oum el Assel (Wilaya de Tindouf) | In Zghmir | Tamekten |
|                                  | In Zghmir |          |

### Localités de la commune
En 1984, la commune de Zaouiet Kounta est constituée à partir des localités suivantes :
- Zaouiet Kounta
- Mekkid
- Tiouririne
- Adreur
- Zaglou Arab
- Zaglou Merabitine
- Ouled El Hadj
- Taberkant
- Menacir
- Takhfift
- Admeur
- Tazoult
- Bouzegzad
- Zaouiet Cheikh
- Bouali
- Aghermamellal
- Azoua

## Santé
Cette commune abrite salles de soins, polycliniques et maternités qui relèvent de la Direction de la Santé et de la Population (DSP) de la wilaya d'Adrar ainsi que du Ministère de la Santé, de la Population et de la Réforme hospitalière.
Les consultations spécialisées ainsi que les hospitalisations des habitants de cette commune se font dans l'un des hôpitaux de la wilaya d'Adrar:
- Hôpital Ibn Sina d'Adrar[3].
- Hôpital Mohamed Hachemi de Timimoun[4].
- Hôpital de Reggane.
- Hôpital Noureddine Sahraoui d'Aoulef[5].
- Hôpital de Bordj Badji Mokhtar[6].
- Hôpital de Zaouiet Kounta[7].
- Pôle hospitalier de Tililane[8].
  - Hôpital général de 240 lits[9].
  - Hôpital gériatrique de 120 lits.
  - Hôpital psychiatrique de 120 lits.
  - Centre anti-cancer de 120 lits.